# Seinopvolging
Met seinopvolging wordt de logische opvolging van seinbeelden op opeenvolgende spoorwegseinen bedoeld.
Door de hoge snelheid en de lage remkwaliteiten van een trein geven spoorwegseinen vaak (ook) informatie over de stand van het volgende sein. Dit houdt in dat niet alle seinbeelden elkaar kunnen opvolgen.

## Blokstelsel
In het blokstelsel geeft een sein informatie over het baanvak achter het sein (bezet-rood/vrij-groen). Echter, om de hierboven genoemde redenen kunnen deze seinen meestal ook 2 gele lichten tonen, om aan de bestuurder aan te geven dat het volgende sein rood staat. In dit geval moet de bestuurder al zodanig remmen dat hij zijn trein aan het volgende rode sein kan stoppen.
Een schematische voorstelling:

## Korte sectie
Seinen moeten steeds op een minimale afstand van elkaar staan. Is dit praktisch echter niet mogelijk, of moeten er om een of andere reden meerdere seinen kort bij elkaar staan, dan moet de bestuurder hiervan op de hoogte gebracht worden, zodat hij tijdig kan beginnen remmen. Hiervoor wordt in België het seinbeeld Groen-geel verticaal (GrGV) gebruikt. Deze naam komt van de lampen die dan branden: een groene lamp bovenaan, met daaronder een gele lamp.
Dit betekent dat het volgende sein een maximale snelheid oplegt die bereikt moet zijn bij het derde sein. Door de korte afstand kan er tot deze snelheid echter niet geremd worden tussen sein 2 en 3, waardoor de trein te snel zou rijden bij sein 3. Daarom moet de bestuurder al beginnen remmen bij het eerste sein (GrGV).
Een andere mogelijkheid is dat het derde sein het seinbeeld rood vertoont. Dan zal het tweede sein het seinbeeld 2 gele vertonen. Doordat de afstand tussen deze seinen te kort is om veilig en comfortabel tot stilstand te komen, zal het eerste sein het seinbeeld GrGV vertonen. Hierdoor weet de bestuurder dat hij al moet beginnen remmen om bij het derde sein stil te (kunnen) staan.
Een schematische voorstelling:

## Foutenopsporing
De seinopvolging kan ook dienen voor het ontdekken van defecten. Bij een fout in de installatie kan het immers zijn dat 2 seinen elkaar opvolgen die dat logischerwijs niet mogen. Als een bestuurder dit tegenkomt, moet hij stoppen en contact opnemen met het seinhuis.